# Katja Bednařik Sudec
Katja Bednařik Sudec, slikarka in pedagoginja v kulturi, * 3. februar 1979, Rakičan pri Murski Soboti.
Katja Bednařik Sudec je slikarka, ki rada raziskuje širino podobe. Njeno delo ne obsega le slikarskega ustvarjanja in občasno kuratorstva, ampak deluje tudi kot pedagoginja v kulturi, saj ji je pomemben gledalec in njegova percepcija.  
O njeni umetnosti iz razstave Iskanje identitete v tekstu Skrivnostni vrtovi Katje Bednařik Sudec preberemo:
»V opusu Katje Bednařik Sudec je vseskozi prisoten dualizem med telesnim in duhovnim. Ta dualizem se na simbolični ravni kaže v različnih razmerjih med svetlobo in temo, telesom in njegovo senco ter med preteklostjo in prihodnostjo. Pri tem je zanimivo, da Bednařik Sudčeva ne vztraja pri samem razmerju kot nasprotju med dvema poloma, ampak v skrajni stopnji ta nasprotja tudi ukinja. Na takšen način ustvari svet, kjer telesno ni več vzrok in razlog bolezni in smrti, prej postane razlog eteričnosti in večnosti. V tem smislu lahko njeno ustvarjanje imenujemo tudi »pravljično«. Zlo je še vedno tukaj, vendar ne zares, navzoče je zgolj kot metafora, ki omogoči pomirjujoči razplet, ki teži k trajnosti. Umetnica uporablja tudi tehnike tkanja in izrezovanja, se pravi tehnike, ki tradicionalno veljajo za ženske in rokodelske pristope.« (dr. Robert Inhof)

## Življenje in delo
Svoje otroštvo je preživela v Prlekiji (Ljutomeru) in na obronkih slovensko-hrvaške meje, od koder izvirajo njeni starši, Jožef (1952 – 2020) in Metka Sudec (1956, roj. Flac). Po končani Gimnaziji Franca Miklošiča v Ljutomeru je v času od 1998 do 1999 študirala likovno pedagogiko na Pedagoški fakulteti Maribor, od 1999 do 2003 je študirala slikarstvo na Akademiji za likovno umetnost v Ljubljani, kjer je leta 2004 diplomirala pri prof. Gustavu Gnamušu na temo »Subtilni erotizem: 'ljubezen src'«. V letih 2003/2004 se je kot štipendistka Erasmus – Socrates izpopolnjevala na študijski izmenjavi na Akademie der Bieldenden Kunste München pri prof. Benu Willikensu. Na ljubljanski Akademiji za likovno umetnost je od 2004 do 2006 s pomočjo Zoisove štipendije za nadarjene nadaljevala magistrski študij slikarstva (mentorji: prof. Gorenc, prof. Barši, prof. Vogelnik, prof. Brejc) in ga leta 2007 na temo »Rituali podobe: 'Iz življenja in ljubezni podob'« končala pri prof. Bojanu Gorencu.
Nadalje se je podiplomsko izpopolnjevala na Academy of Fine Arts Leipzig pri prof. Joachimu Blanku (Media Art), za kar je v letih 2007/2008 pridobila DAAD umetniško štipendijo in jo dopolnila z raziskovalnim projektom na Inštitutu Art in Context, UDK Berlin pri prof. Wolfgangu Knappu. V letih od 2008 do 2010 je kot štipendistka Ministrstva za kulturo RS študirala na Inštitutu Art in Context, UDK v Berlinu, kjer je leta 2011 končala drugi magisterij z nalogo: »Miselne fikcije v govoru o umetnosti« (Teorija kulturne vzgoje in likovno-umetniškega posredovanja/Muzejska pedagogika, umetniško izobraževanje, MA) pod mentorstvom prof. Claudie Hummel.

## Nagrade in priznanja
Bednařik Sudec je prejemnica Študentske Prešernove nagrade za grafiko leta 2003. Bila je nominirana za Essl Art Award in finalistka Gesellschafter Art Award, art-fair 21, Köln, Nemčija. Je dobitnica grand prix nagrade 54. mednarodnega ex – tempore Piran, Slovenija (2019) in grand Prix nagrade 3. Mednarodnega ex – tempore Bled, Slovenija (2019).

## Kuratorski projekti
Leta 2009 je koordinirala razstavo »Quoting Contemporariness« Akademije za likovno umetnost in oblikovanje Ljubljana (kustos: Nadja Zgonik) na Galerierundgangu, Baumwollspinnerei, Universal Cube, Halle 14 v Leipzigu, Nemčija; leta 2010 je Skupaj z Naomi Hennig izvedla umetniški projekt »A/DO/PT Art« na Moscow International Biennale for Young Art; »Qui Vive?« v Moskvi, Rusija. Istega leta je zasnovala projekt »Costruct-Constructed« v Galerierundgang September, Baumwollspinnerei, Universal Cube, Halle 14 v Leipzigu, Nemčija. Leta 2010 je bila ob 20. obletnici samostojnosti Slovenije povabljena k izvedbi razstave na Ministrstvu za zunanje zadeve v Berlinu, kjer je podala idejo za umetniško-muzealno razstavo»…. Seite XX« v sodelovanju z Muzejem novejše zgodovine Slovenije ter Gimnazijo Franca Miklošiča Ljutomer. Leta 2011 je s skupino kolegov, Naomi Hennig, Armanom Kulašićem, Jovano Komnenić, Dejanom Markovićem in Anelo Mujkanovićem, koncipirala in izvedla »Raumschiff Yugoslavien«, skupinsko kuratorsko-raziskovalen projekt, kjer je skrbela za umetniško pedagoški del v galeriji neue Gesellschaft für bildende Kunst (nGbK) Berlin v Berlinu, Nemčija. 

## Pedagoško delo na področju kulture
Prve izkušnje s tega področja je nabirala v Berlinu v okviru sklada Kulturelle Bilding. Leta 2009 je sodelovala v projektu 2 + 1, organizacija in izvedba pedagoškega programa za otroke v Artacker galeriji v Berlinu, Nemčija. Nato je leta 2010 sodelovala pri izvedbi spremljevalnega programa Satellitenprojekte na 6 Berlinskem Bienalu po izboru z dvema (od petih) projektov, Resonanzessen in Meil lokales Model z Oscarjem Ardila ter v sodelovanju z Friedrichshain-Kreuzberg Museum in Nürtingen-Grundschule. Prav projekt Resonanzessen je bil temelj  njene magistrske naloge z naslovom »Denkfiktionen im Sprechen über Kunst«. Sledili so mnogi drugi projekti, tako v Berlinu in zahodnem delu Nemčije, okrožje Dortmund, Schwerte, kakor tudi v Sloveniji (Modeli podobe). 
Od leta 2011 zlasti skrbi za stalen razvoj izobraževalno-posredovalnih umetniških projektov v različnih inštitucijah po Sloveniji. Tako je v okviru društva ŠKUC od 2011 do 2014 vodila niz izobraževalnih projektov (SOdelujem in Aktiv) za ranljive skupine, sredstva za katere je pridobila iz EU ESS sklada Ministrstva za kulturo Republike Slovenije. Projekt Aktiv je bil leta 2014 nagrajen kot Primer dobre prakse na ravni EU, »Vloga javnih umetniških in kulturnih inštitucij pri promociji kulturne raznovrstnosti in medkulturnega dialoga«.
Nato je v letih od 2014 do 2017 vodila in svetovala pri številnih prilagoditvenih razstavah, npr. »Danijel Žeželj: Sončno mesto« v Galeriji Kresija, MOL v Ljubljani, Slovenija; »Emona: mesto v imperiju« v Mestnemu muzeju v Ljubljani, Slovenija; »Še več agresivne nedolžnosti« v Galerija Kresija, 31.  mednarodnega grafičnega bienala v Ljubljani, Slovenija in številnih drugih razstavah (glej tudi naslednji razdelek o izobraževalnem delu).
Leta 2016 je ustanovila Kulturno umetniški zavod Ustvarjalna Pisarna SOdelujem, ki je deloval do leta 2021, z ekipo pa še naprej deluje pri prilagajanju vodstev za specifične ciljne skupine (pretežno slepe in slabovidne ter osebe s posebnimi potrebami), kjer sama pogosto deluje kot strokovna svetovalka pri prilagoditvah razstav (npr. vodstvo po razstavi Urše Vidic: »GLASSWORKS/ Ločeno od sveta«, Galerija Kresija 2017.  Veččutna vodstva po muzeju Plečnikova hiša, Mestni muzej Ljubljana 2017 in številne druge razstave).
Od samega začetka umetniške poti jo zanima tudi umetniško pedagoško delo za in z otroki. Leta 2015 je izvedla otroške delavnice Moji pravljični svetovi v vrtcu Vodmat v Ljubljani in v letih od 2018 do 2020 je izvajala likovno-pedagoške projekte v vrtcu Ljutomer pod okriljem Univerze na Primorskem z zavodom Petida in Filozofsko fakulteto v Ljubljani. S tovrstnim delom na področju kulturne vzgoje nadaljuje v svojem ustvarjalnem in tudi pedagoškem delu. 

## Katalogi
O umetnici in njenem slikarstvu so pisali kustosi in kuratorji v naslednjih katalogih, kot so Nadja Gnamuš: »Katja Sudec. Prosojnosti (Bežigrajska galerija Ljubljana, 2004); Robert Inhof: »Skrivnostni vrtovi Katje Bednařik Sudec. Iskanje identitete« (Galerija Murska Sobota, Murska Sobota, 2017); Nives Marvin: »Katja Bednařik Sudec Skrivnost življenja. Slike, panoramska instalacija« (Galerija Loža Koper, Obalne Galerije Piran, Piran, 2019/2020) in v najnovejši Robert Inhof, Evgen Bavčar (in drugi) SUDEC Bednařik, Katja: Paintings, Installations, Photographs, Graphics (samozaložba 2021). 
V skupinskih katalogih pa so o njenem umetniškem ustvarjanju pisali Aleksander Bassin: »Od prodora teksture do sublimirane reliefnosti. Presežen slikovni okvir« (Bežigrajska galerija Ljubljana. Ljubljana: Mestna galerija, Ljubljana, 2004); »ZWEIPLUSEINS Konzept: Beatrice von Bismarck, Joachim Blank, Christin Lahr« (Galerie ARTACKER, Berlin. Hochschule für Grafik und Buchkunst Leipzig, Leipzig, 2009/10); Joachim Blank (ur.). »Universal Cube. Inside« (Hochschule für Grafik und Buchkunst Leipzig, Leipzig, 2014) in Ana Pokrajac Iskra »Prepletanje niti, umetnosti in obrti. Čipka, enim drobiž, drugim prestiž« (Muzej in galerije mesta Ljubljana, Mestni muzej, Ljubljana, 2016).

## Razstave

### Samostojne razstave (izbor)
- Spannungsfeld/ In between, galerija T40, Düsseldorf, Nemčija, 2009
- Spannungsfeld/ In between, galerija Weisser Elefant, Berlin, Nemčija, 2009
- Moji vrtovi, galerija Equrna, kustos: Taja Vidmar, Ljubljana, Slovenija, 2010
- Onkraj kristalne odeje, Galerija Ante Trstenjaka, Ljutomer, Slovenija, 2013[18]
- Le sacre du printems, Obalne galerije, banka Koper, kustos: Andrej Medved, Koper, Slovenija, 2014/15
- Razkrivanje identitete, Galerija Murska Sobota, kustos: dr. Robert Inhof, Murska Sobota, Slovenija, 2017[19]
- Skrivnost »guliverskega«prstana, Desni Atrij Mestne hiše Ljubljana, Slovenija, 2017
- Dotik tkanja, galerija Srečišče, Celica, Ljubljana, kustosinja: Vesna Krmelj, Ljubljana, Slovenija, 2018
- Jubilejna, galerija Ante Trstenjak, Ljutomer, Slovenija, 2019
- Skrivnost življenja, galerija Loža, Koper, kustosinja: Nives Marvin, Koper, Slovenija, 2019/20
- Ženski talenti, Kvartirna hiša, Celje, kustosinja: Dona Pratnekar, Celje, Slovenija, 2020[20]
- Skrivnost življenja – drugič: 9m, galerija Stolp, blejski grad, Bled, Slovenija, 2020
- Klasično emancipirana, galerija artKIT, KIBLA, Maribor, kustosinja: Irena Borič, Maribor, Slovenija, 2020/21[21]

### Skupinske razstave (izbor)
- 12th Print and Drawing Biennial Taiwan, National Taiwan muzej lepih umetnosti, Taichung city, Tajvan, 2006
- Sommer Rundgang; Blank (gost z delom Skriti vrt); Universal Cube, Halle 14, Baumwollspinnerei Lepzig, Leipzig, Nemčija, 2006
- Miami Bridge Art Fair, Miami, z galerijo T40 Düsseldorf, Germany, ZDA, 2008
- Poletje, predlogi za stalno zbirko, Maribor, Umetnostna galerija Maribor, kustos: dr. Tomaž Brejc, Maribor, Slovenija[22]
- 28. Grafični bienale MATRIX: nestabilna realnost, Jakopičeva galerija, Mednarodni grafični likovni center, Ljubljana, Slovenija, 2009
- Drugi zakon, PRIVATE VIEW, Berlin, Nemčija, 2011
- Ex – tempre Piran 2012/47th International exhibition – 2, skladišče soli Monfort, Portorož, 2012
- Galerija Vprega, Bad Eisenkappel, Avstrija, 2012
- 2x19 – projekt mladih kuratorjev, MEDIA NOX GALERIJA, Maribor, Slovenija, 2013/14
- Hotel OBIR, Bad Eisenkappel, Avstrija, 2013
- Sodobno slovensko slikarstvo po letu nič, Cankarjev dom, kustos: Andrej Medved, Ljubljana, Slovenija, 2014
- Sodobno slovensko slikarstvo po letu nič, Obalne galerije, Piran, kustos: Andrej Medved, Piran, Slovenija, 2014[23]
- Povabljeni mladi umetniki, DLUM, Maribor, Slovenija, 2014[24]
- Naključja III, galerija Murska Sobota in Obalne galerije Piran, Slovenija, 2014
- Mesto oblikovanje, MUZE, Ljubljana, Slovenija, 2014
- Čipka, Enim prestiž, drugim drobiž, Mestni muzej, Ljubljana, Slovenija, 2016
- Dela pomurskih umetnikov v stalni zbirki, galerija Murska Sobota, Slovenija, 2016[25]
- Pomladni občutki, Wolfsberg, Avstrija, 2017
- Galerija Vprega, Bad Eisenkappel, Avstrija, 2018/19
- INVENTURA, E (Ž), zbirka UGM in KGLU, Koroška galerija likovnih umetnosti, Slovenj Gradec, Slovenija, 2019
- 54. mednarodni ex – tempore Piran, Piran, Slovenija (grand Prix), 2019[26]
- 3. Mednarodni ex – tempore Bled, Bled, Slovenija (grand Prix), 2019[27]
- Govorica figure, Madžarski kulturni inštitut; kustosinja: Anamarija Štibilj Šajn, 2021.